# Gottlieb Fröhlich
Gottlieb Fröhlich (ur. 13 sierpnia 1948 w Wohlen bei Bern) – szwajcarski wioślarz (sternik), brązowy medalista olimpijski.

## Kariera
Fröhlich reprezentował Szwajcarię na igrzyskach olimpijskich w Meksyku w 1968. Wraz z Denisem Oswaldem, Hugo Waserem, Peterem Bolligerem i Jakobem Grobem zdobył brązowy medal w rywalizacji czwórek ze sternikiem. W wyścigu finałowym o 3,42 sekundy przegrali z osadą Nowej Zelandii i o 0,84 sekundy z osadą NRD. Był to jego jedyny start olimpijski.